# Hydractinia allmani
Hydractinia allmani is een hydroïdpoliep uit de familie Hydractiniidae. De poliep komt uit het geslacht Hydractinia. Hydractinia allmani werd in 1898 voor het eerst wetenschappelijk beschreven door Bonnevie. 